# Megachile chilensis
Megachile chilensis är en biart som beskrevs av Maximilian Spinola 1851. Megachile chilensis ingår i släktet tapetserarbin, och familjen buksamlarbin. Inga underarter finns listade i Catalogue of Life.